# James Norman Hall
James Norman Hall, född 22 april 1887 i Colfax, Iowa, död 5 juli 1951 på Tahiti, var en amerikansk författare.
Hall växte upp i Colfax och fick efter avslutad utbildning vid Grinnell College 1910 arbete i Boston som socialarbetare. Hans mål var dock högre och vid sidan av arbetet bedrev han högre studier vid Harvard University. 
Under ett besök i England 1914 bröt första världskriget ut. När han hörde om tyskarnas övertag i början av kriget beslöt han sig för att ta värvning. Eftersom det var förbjudet för amerikaner att delta i stridande förband uppgav han för inskrivningsmyndigheten att han var från Kanada. Han blev kulspruteskytt och deltog i slaget vid Loos. När hans rätta nationalitet uppdagades blev han avskedad och han tvingades återvända till USA. Där skrev han sin första bok, Kitchener's Mob, som beskrev hans erfarenheter från kriget. 
I USA förekom propaganda för att få amerikanska flygare att ansluta sig till franska flygvapnet. Hall anmälde han sig omgående, reste med båt till Frankrike och blev volontär vid den fransk-amerikanska flygdivisionen Escadrille Lafayette. När sedan USA gick med i kriget utnämndes han till kapten i US Army Air Service. I slutskedet av kriget blev hans flygplan träffat och han tvingades landa bakom tyskarnas linjer och de sista månaderna av kriget var han tysk krigsfånge. För sin krigsinsats erhöll han Croix de Guerre, Médaille Militaire, Hederslegionen och Distinguished Service Cross.
Under sin tid i Frankrike lärde han känna piloten och författaren Charles Nordhoff. Både han och Nordhoff bodde långa perioder på Tahiti efter kriget. Deras vänskap ledde till att de tillsammans skrev en rad äventyrsromaner, varav några även filmatiserats. Bland dessa märks Myteriet på Bounty (1932) och dess uppföljare. 
Han gifte sig 1925 med Sarah "Lala" Winchester och paret fick två barn.